# 庫佩-馬嫩古巴州

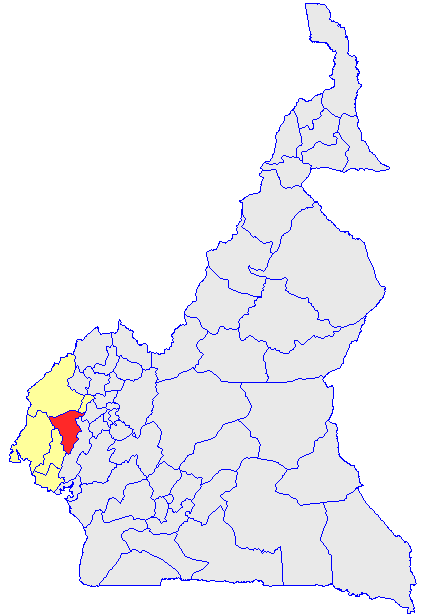

庫佩-馬嫩古巴州（法語：Koupé-Manengouba）是喀麥隆的58個州份之一，位於該國西南部，由西南區負責管轄，北面是梅梅州，面積3,404平方公里，2001年人口123,011，人口密度每平方公里36.1人。